# Petite capitale m en exposant
Cette page contient des caractères spéciaux ou non latins. S’ils s’affichent mal (▯, ?, etc.), consultez la page d’aide Unicode.
ᴍ, appelée petite capitale m en exposant, petite capitale m supérieur ou lettre modificative latine petite capitale m, est un symbole phonétique de certaines variantes de l’alphabet phonétique ouralique. Il est formé de la petite capitale m ‹ ᴍ › mise en exposant.

## Utilisation

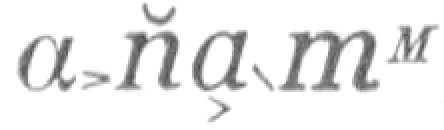
ɑ˲n̆a͕ˎm^{ᴍ} (1re sg. présent) dans Lagercrantz 1941.

Dans l’alphabet phonétique ouralien utilisé par Eliel Lagercrantz (fi), ‹ ᴍ › représente la fin non voisée dans la séquence ‹ mᴍ ›; le m minuscule ‹ m › représentant une consonne nasale bilabiale voisée et la petite capitale ‹ ᴍ › indiquant le dévoisement de celle-ci. Elle est remplacée par une capitale m en exposant dans certaines ouvrages.
Harry et Lucille McArthur utilisent la petite capitale m en exposant dans la transcription de l’awakateko avec un alphabet phonétique américaniste pour noter une désocclusion nasale sourde de consonnes bilabiales, par exemple [kapᴍ] « sucre brun ».

## Représentations informatiques
La petite capitale m en exposant n’a pas été codée dans une norme informatique. Elle peut être obtenue avec le formatage de texte, par exemple ᴍ (<sup>ᴍ</sup> en HTML) ou avec des polices de caractères spécifiques non standards.

## Sources
- (de) Eliel Lagercrantz, « Synopsis des Lappischen », Oslo Etnografiske Museums skrifter, Oslo, vol. 2, no 4,‎ 1941 (lire en ligne)
- (en) Harry McArthur et Lucille McArthur, « Aguacatec (Mayan) phonemes within the stress group », International Journal of American Linguistics, vol. 22, no 1,‎ janvier 1956, p. 72-76 (lire en ligne)